# 艾靈厄島
55°36′N 10°12′E / 55.600°N 10.200°E
艾靈厄島（丹麥語：Ejlinge），是丹麥的島嶼，位於該國第三大島嶼菲英島以北，處於埃貝爾島附近，長1公里、寬0.24平方公里，面積0.16平方公里，最高點海拔高度4米。